# Лори (футбольный клуб)
«Ло́ри» (арм. Լոռի) — армянский футбольный клуб из города Ванадзор, основанный в 1936 году.

## История
В 1960—1974 и 1987—1991 годах команда «Лори» (Кировакан, так тогда назывался город Ванадзор) участвовала в первенстве СССР по Классу «Б» и второй лиге.
В первом армянском футбольном чемпионате заняла в 1992 году место в зоне вылета (19-е). Последовало понижение в классе.
В сезоне-1993 команда завоевала малые золотые медали за победу во второй группе Первой лиги, а также путёвку в высшую лигу. В следующем сезоне команда вылетела в первую лигу с 13-го места. Последующие три сезона клуб провёл в первой лиге. В очередном сезоне в Премьер-лиге команда опять попадала в зону вылета (последнее, 10-е место). На очередное возвращение вновь ушло три сезона. Лишь однажды команда смогла удержаться в элите больше сезона — в 2001 и 2002 годах. Постепенно клуб занимал места всё ниже и ниже уже в Первой лиге. В последний сезон 2005 года команда заняла 11-е место, а в 2006 году и вовсе была расформирована.
В 2017 году клуб был восстановлен и заявлен в Первую лигу на сезон 2017/18, по итогам которого занял 1-е место и получил право выступать в премьер-лиге сезона 2018/19.
В 2021 году команда заявила о своем снятии с чемпионата в связи с несогласием руководства с политикой Федерации футбола Армении.

## Достижения
Чемпион Первой лиги (2)1993, 2017/18
Серебряный призёр Первой лиги (2)1996/97, 1998
Бронзовый призёр Первой лиги (3)1995/96, 1999, 2000

## Главные тренеры клуба
- Aмазасп Mхоян (1962—1965)[2]
- Оник Зораварян (1966—1969)[2]
- Ваник Оганесян (1970)[2]
- Саркис Овивян (1971—1972)[2]
- Оник Зораварян (1973)[2]
- Aгабек Aрутюнян (1974)[2]
- Лёва Bардикян (1988)[3]
- Варужан Сукиасян (1989—1990)
- Оник Зораварян (1991)[4]
- Сергей Закарян (1992)
- Вреж Погосян (1993—1994)
- Гарегин Саркисян (1995—1996)
- Сергей Закарян (1996—1997)
- Ваник Оганесян (? — сентябрь 1997)
- Николай Бабаян (сентябрь 1997 — ?)
- Николай Бабаян (2001)
- Лёва Вардикян (2002)
- Николай Бабаян (июль — сентябрь 2002)
- Армен Пирумян (сентябрь 2002 — ?)
- Феликс Веранян (июль 2004 — ?)
- Армен Адамян (2017—2018)
- Давид Кампанья (июль 2019 — н.в.)
- Альберт Соломонов (2020 — 2021)